# M46 Патон
M46 Patton је амерички средњи тенк. У основи је модернизована верзија тенка М26 Першинг из Другог свјетског рата (првобитно назван M26E2, касније преименован у садашње име). Ушао је у службу 1949. године и M46 је коришћен у Корејском рату и показао се супериоран наспрем совјетског Т-34/85 којег је користила Северна Кореја. У том рату се показао као идеално одбрамбено оружје, па је стога у већини случајева тако и коришћен. M46 Патон назван је према америчком генералу из Другог свјетског рата, Џорџу С. Патону и први је тенк у серији тенкова Патон, након чега га следе M47, M48 и M60 Патон тенкови. Повучен је из службе у америчкој војсци 1957. године.

## Корисници
- САД
- Белгија
- Француска
- Италија